# Juliano Dornelles
Juliano Dornelles de Faria Neves (Recife, 1980) é um diretor de cinema e roteirista brasileiro.

## Biografia
Juliano Dornelles de Faria Neves nasceu no Recife, capital do estado brasileiro de Pernambuco, no ano de 1980.

## Filmografia

### Diretor
- 2019: Bacurau (com Kleber Mendonça Filho) - longa-metragem
- 2011: Mens Sana in Corpore Sano - curta-metragem

### Diretor de arte
- 2016: Aquarius (de Kleber Mendonça Filho) - longa-metragem
- 2015: Permanência (de Leonardo Lacca) - longa-metragem
- 2014: Loja de Répteis (de Pedro Severien) - curta-metragem
- 2013: O Som ao Redor (de Kleber Mendonça Filho) - longa-metragem
- 2012: Boa Sorte, Meu Amor (de Daniel Aragão) - longa-metragem
- 2009: Recife Frio (de Kleber Mendonça Filho) - curta-metragem